# Cantone di Saint-Brice-en-Coglès
Il Cantone di Saint-Brice-en-Coglès era una divisione amministrativa dell'arrondissement di Fougères-Vitré.
A seguito della riforma approvata con decreto del 18 febbraio 2014, che ha avuto attuazione dopo le elezioni dipartimentali del 2015, è stato soppresso.

## Composizione
Comprendeva i comuni di:
- Baillé
- Le Châtellier
- Coglès
- Montours
- Saint-Brice-en-Coglès
- Saint-Étienne-en-Coglès
- Saint-Germain-en-Coglès
- Saint-Hilaire-des-Landes
- Saint-Marc-le-Blanc
- La Selle-en-Coglès
- Le Tiercent